# انگادین، نیو ساوت ولز
انگادین (به انگلیسی: Engadine) یک حومه شهر در استرالیا است که در نیو ساوت ولز واقع شده‌است.